# 鋼絲絨

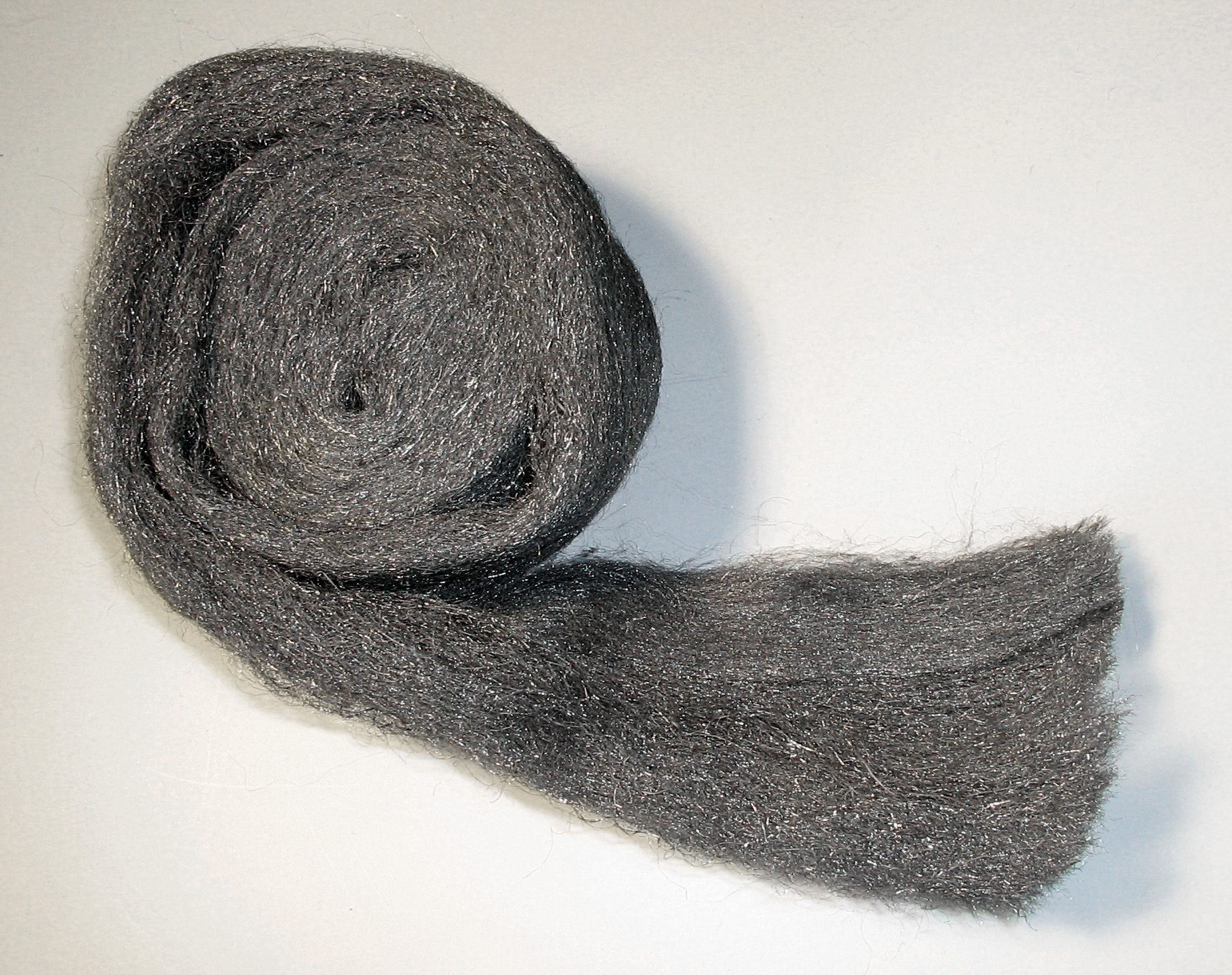
鋼絲絨

鋼絲絨或鋼絲棉是一种由细而柔韧的锋利钢丝（低碳鋼）製成的產品，若產品為球狀則為鋼絲球。這個稱呼於1896年首次出現。它可以用于抛光木材或金属物品以及清洁炊具，擦拭窗户和打磨物體表面。